# Ptilinastes
Ptilinastes is een monotypisch geslacht van kevers uit de familie van de klopkevers (Anobiidae).

## Soort
- Ptilinastes gerardi Lesne, 1913